# Batracomorphus mongbwalu
Batracomorphus mongbwalu är en insektsart som beskrevs av Rauno E. Linnavuori och Quartau 1975. Batracomorphus mongbwalu ingår i släktet Batracomorphus och familjen dvärgstritar. Utöver nominatformen finns också underarten B. m. distinguendus.